# 藤原家保
藤原 家保（ふじわら の いえやす）は、平安時代後期の公卿。六条修理大夫藤原顕季の次男。

## 生涯
各国の受領を歴任し、長承3年（1134年）従三位参議に至る。白河院政期において比類なき信任を受け、白河院司受領、院庁別当を歴任。家保の一家は、兄である長実の系統を凌いで善勝寺流の嫡流の地位を占めるに至った。
だが、白河法皇が没して鳥羽院政期に入ると家保と嫡男の顕保は失脚状態になり、代わりに早くから鳥羽上皇に仕えていた三男の家成が台頭する。家成は鳥羽上皇の支持を背景に父の持っていた利権を独占して鳥羽院政の中心を担う存在となった。その子孫は羽林家の四条家として現代に至るまで続いたのに対し、顕保は公卿になれないまま播磨守在任中に没し、他の男子も崇徳上皇の側近となって家成に対抗しようとするものの、保元の乱によって没落した。
受領時代に培った経済力を生かし、証金剛院など多くの堂塔の造営にも貢献した。邸宅は三条東洞院（京都市中京区）にあったと伝わる。

## 系譜
- 父：藤原顕季
- 母：藤原経平の娘 [3]- 堀河天皇乳母
- 妻：藤原宗子（1087?-1129[4]） - 藤原隆宗の娘、崇徳天皇乳母、従三位、典侍、名は悦子とも。
  - 男子：藤原顕保（?-1145[5]）
  - 三男：藤原家成（1107-1154）
- 妻：不明
  - 男子：藤原家長（?-?）
  - 男子：藤原保説
  - 男子：藤原保成（?-?）
  - 男子：藤原家房（?-1146）
  - 男子：藤原宗保
  - 男子：藤原頼保
  - 男子：覚芸
  - 女子：藤原忠宗室
  - 女子：源雅通室